# Strumigenys princeps
Strumigenys princeps är en myrart som beskrevs av Kempf och Brown 1969. Strumigenys princeps ingår i släktet Strumigenys och familjen myror. Inga underarter finns listade i Catalogue of Life.

## Bildgalleri

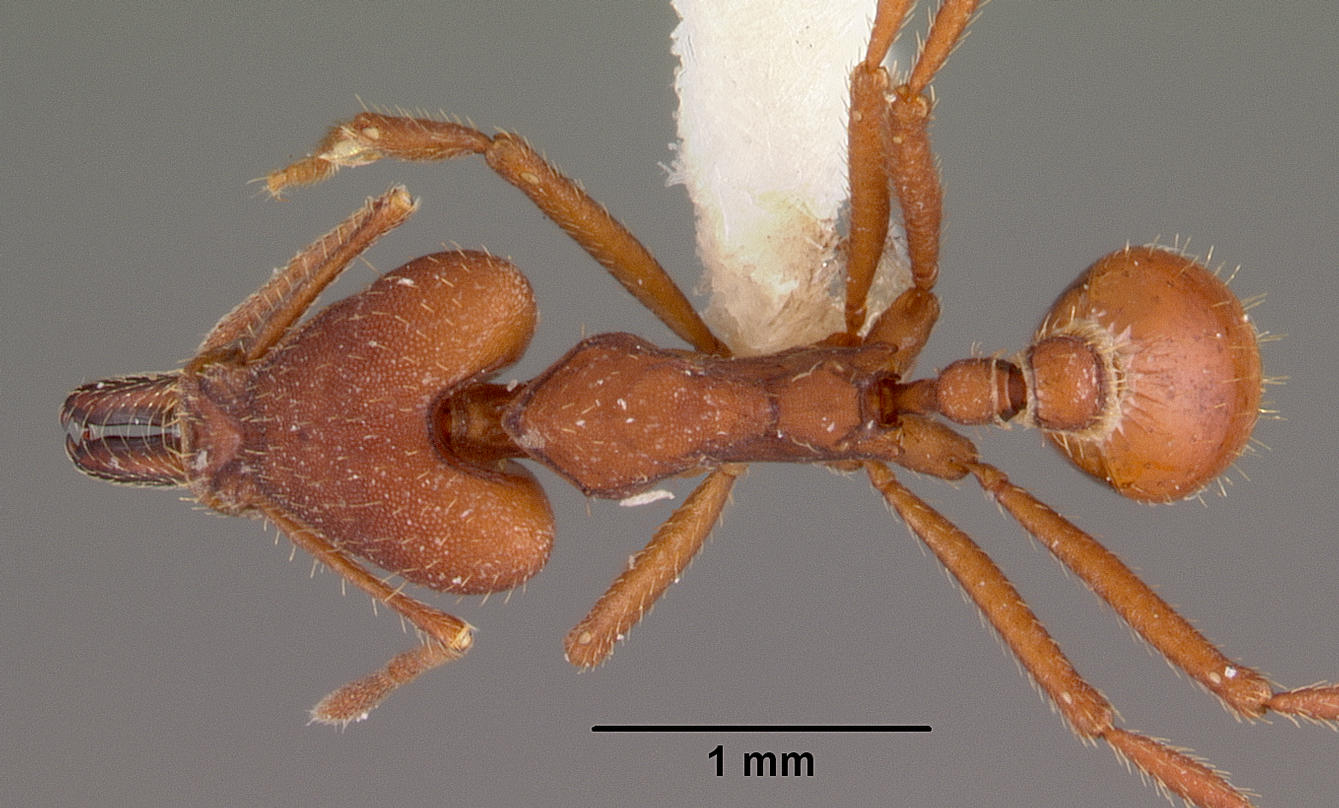
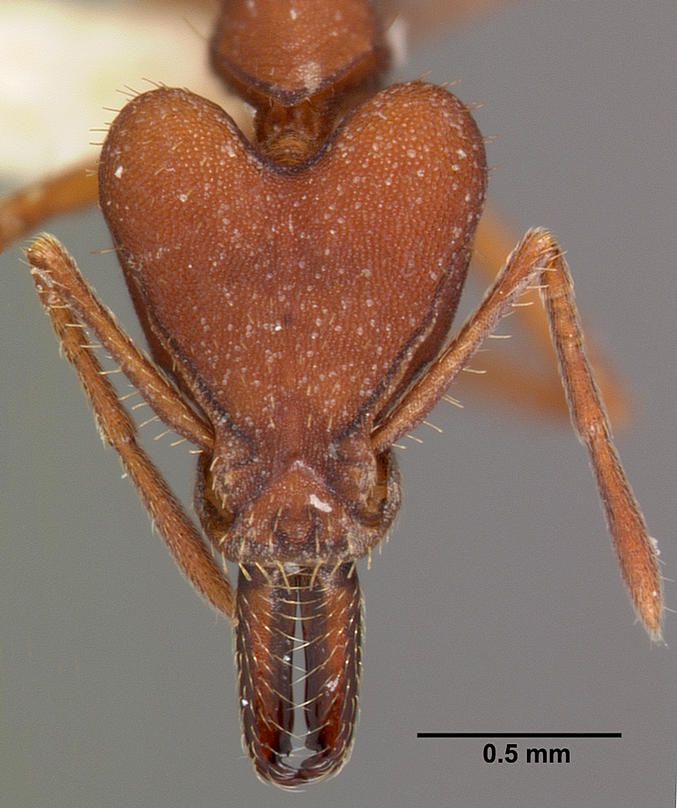
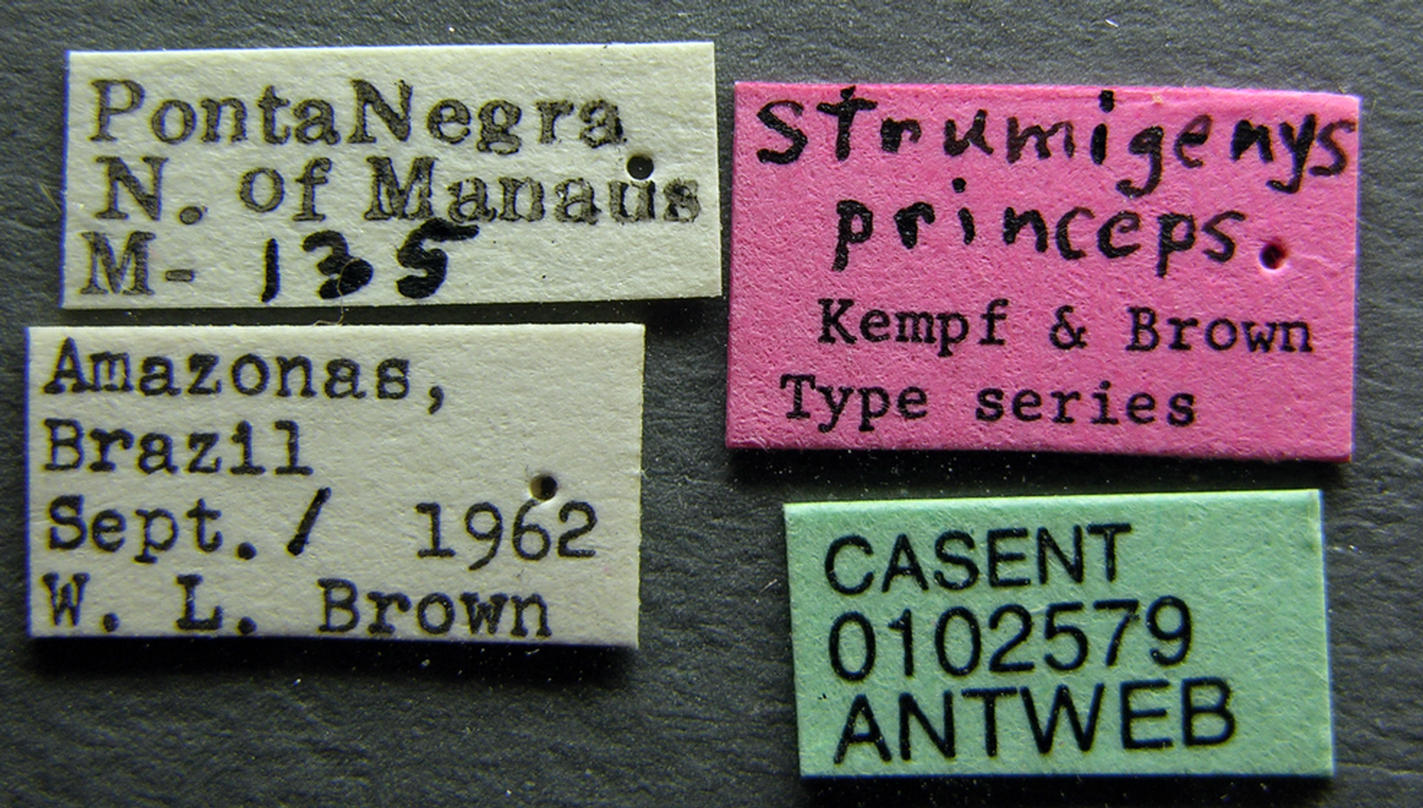
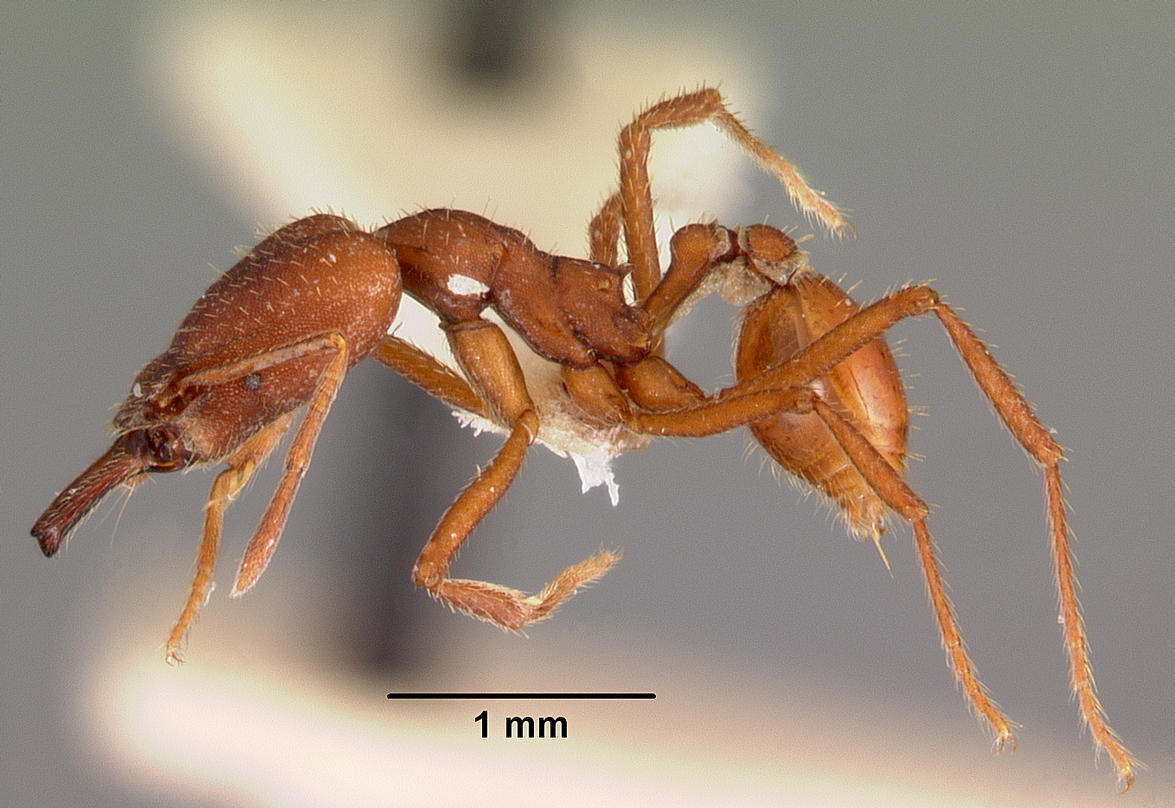